# Dubičné

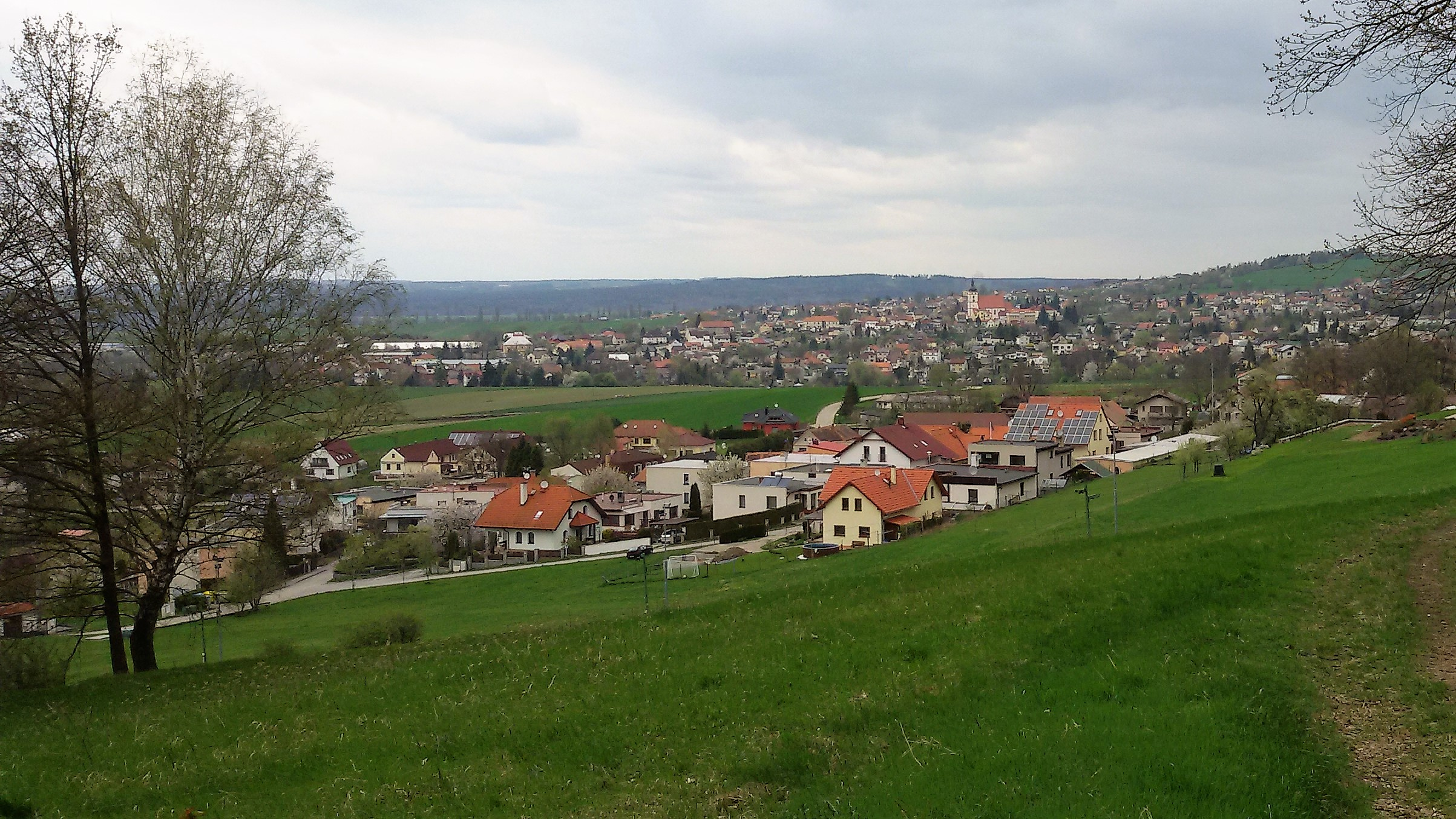
Blick von Süden auf Dubičné, im Hintergrund Rudolfov

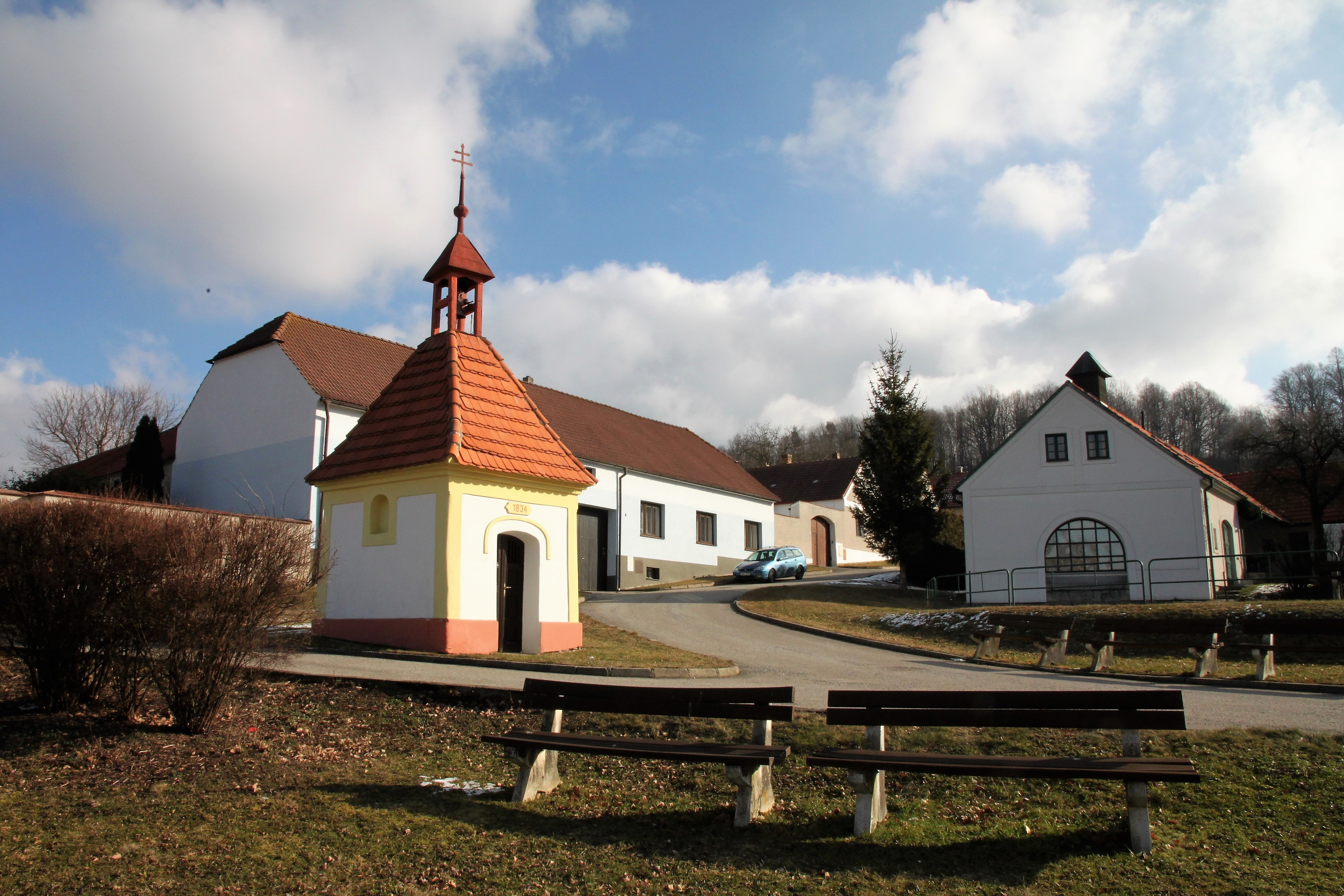
Dorfplatz von Dubičné mit Kapelle des hl. Antonius und der Jungfrau Maria

Dubičné, bis 1923 Dubíkov (deutsch Dubiken), ist eine Gemeinde in Tschechien. Sie liegt fünf Kilometer östlich des Stadtzentrums von Budweis in Südböhmen und gehört zum Okres České Budějovice.

## Geographie
Dubičné befindet sich am Nordwesthang des Dlouhý vrch (Langenberg, 551 m n.m.) auf der Lischauer Schwelle (Lišovský práh). Gegen Norden liegt das Tal des Baches Dubičný potok bzw. Vrátecký potok. Nordöstlich erheben sich die Baba (583 m n.m.) und die Na novinách (Pfaffenberg, 570 m n.m.).
Nachbarorte sind Rudolfov und Na Vyhlídce im Norden, Kodetka im Nordosten, Hlincová Hora, Ortvínovice und Jednota im Osten, Malé Dubičné im Südosten, Na Samotách, U Rejžků und Dobrá Voda u Českých Budějovic im Süden, Suché Vrbné im Südwesten, Hlinsko und Nové Vráto im Westen sowie Vráto im Nordwesten.

## Geschichte
Das Dorf wurde wahrscheinlich zwischen dem Ende des 13. und Anfang des 14. Jahrhunderts auf den Gründen der Königsstadt Budweis angelegt. Die erste schriftliche Erwähnung des aus neun Anwesen bestehenden Dorfes Dubiczen erfolgte 1377, als Henzl Ayrer von Dubiczen seine Einkünfte aus dem Dorf der Stadtkirche St. Nikolaus überließ. Im Jahre 1498 bestätigte König Vladislav II. Jagiello der Stadt den „langjährigen Besitz“ der Dörfer Dubiczen, Wrata, Wesce (Vesce), Pucharky (Pohůrka), Lince (Hlinsko), Mlade (Mladé), Wrben německá oder Suchowrbnj (Suché Vrbné), Rožnow (Rožnov), Litwinowice, Ssindlowy Dwory (Šindlovy Dvory), Haklowy Dwory (Haklovy Dvory) und Wrben česká (České Vrbné). Die Dörfer wurden 1543 in der Landtafel als Besitz der königlichen Stadt Budweis eingetragen.
Während der Blütezeit der Großen Bergstadt wurden zur Mitte des 16. Jahrhunderts in der Streichrichtung der Rudolfstädter Silbergänge auf den Feldern zwischen Rudolfstadt, Brod, Dubiken und Hlinz zwei Dutzend Silberbergwerke, darunter St. Stephan (Svatý Štěpán), Prophet Nathan (Prorok Nathan), Böhmische Krone (Česká koruna) und Allerheiligen (Všech svatých), angelegt. Das bedeutendste war die Grube König David (Král David), die eine Teufe von 80 m erreichte. Aus dem bewaldeten Theresiental des Dubičný potok wurde der Theresienstolln (Terezina štola) vorgetrieben.
Im Jahre 1654 bestand Dubiken aus elf Anwesen, 1770 waren es 15. Zur Beseitigung des Aufschlagwassermangels der Bergwerke wurde ab 1770 ein Kunstgraben angelegt, der Wasser von der Baba über den Mörderteich und den Saurateich (Saurův rybník) zum Dubičný potok, von diesem über den Dubikener Dorfplatz zum Teich Dubičák und schließlich bis nach Bucharten (Pohůrka) zur Grube St. Barbara leitete. Der Graben verfiel nach 1812 infolge des Niedergangs des Bergbaus im Rudolfstädter Revier.
Im Jahre 1840 bestand Dubiken / Dubicny aus 24 Häusern mit 156 größtenteils deutschsprachigen Einwohnern. Pfarrort war Rudolphstadt. Bis zur Mitte des 19. Jahrhunderts blieb das Dorf immer der Stadt Budweis untertänig.
Nach der Aufhebung der Patrimonialherrschaften bildete Dubiken/Dubikov ab 1849 mit den Ortsteilen Lincová Hora/Pfaffendorf und Neu Dubiken/Nový Dubikov eine Gemeinde im Gerichtsbezirk Budweis. Ab 1868 gehörte die Gemeinde zum Bezirk Budweis. Pfaffendorf löste sich 1892 los und bildete eine eigene Gemeinde. Im Jahre 1900 bestand Dubiken aus 43 Häusern und hatte 271 Einwohner, davon waren 166 Deutsche und 105 Tschechen. 1910 lebten in den 50 Häusern 172 Tschechen und 108 Deutsche. 1924 wurde Dubičné zum amtlichen tschechischen Ortsnamen erklärt. 1930 bestand die Gemeinde aus 52 Häusern in den denen 234 Personen, davon 189 Tschechen und 44 Deutsche, lebten. Im Kernort Velké Dubičné (34 Häuser) lebten 145 Personen, in Malé Dubičné (12 Häuser) 65 Personen und in Samoty (6 Häuser) 24 Personen. Am Westhang des Langenberges wurde 1932 ein Flugplatz für Segelflugzeuge mit Gummiseilstart eröffnet. Während der deutschen Besetzung wurde das Dorf 1943 nach Brod eingemeindet, dies wurde 1945 wieder aufgehoben. Der Segelflugplatz wurde in dieser Zeit vom NSFK als Segelflugschule für die Hitlerjugend genutzt.
Nach dem Ende des Zweiten Weltkrieges wurde zwischen Juni und Juli 1945 der Besitz der deutschen Bewohner konfisziert; sie wurden in das Internierungslager Suché Vrbné verbracht und bis 1946 vertrieben. Auf ihren Gehöften wurden Tschechen angesiedelt. 1961 bestand die Gemeinde aus 57 Häusern und hatte 241 Einwohner. Am Nordhang des Dlouhý vrch entstand in den 1960er Jahren eine Rodelbahn.
1975 erfolgte die Eingemeindung nach Rudolfov. Die alte Dorfschmiede wurde 1980 für den Bau der neuen Straße nach Rudolfov abgerissen. Nach einem Referendum löste sich Dubičné am 24. November 1990 wieder von Rudolfov los und bildet seitdem eine eigene Gemeinde. Im Jahre 1991 lebten in den 95 Häusern von Dubičné 268 Menschen; davon 175 in Velké Dubičné (60 Häuser), 24 in Malé Dubičné (10 Häuser) und 69 in Samoty (25 Häuser). 2003 erfolgte der Abbruch des Gasthofes am Dorfplatz.

## Gemeindegliederung
Für die Gemeinde Dubičné sind keine Ortsteile ausgewiesen. Zu Dubičné gehören die Ansiedlungen Malé Dubičné (Klein Dubiken), Na Samotách und U Rejžků. Grundsiedlungseinheiten sind Dubičné, Malé Dubičné und Na Samotách.

## Bevölkerungsentwicklung
| Jahr      | 1869 | 1880 | 1890 | 1900 | 1910 | 1921 | 1930 | 1950 | 1961 | 1970 | 1980 | 1991 | 2001 | 2011 | 2021 |
| --------- | ---- | ---- | ---- | ---- | ---- | ---- | ---- | ---- | ---- | ---- | ---- | ---- | ---- | ---- | ---- |
| Einwohner | 195  | 204  | 232  | 271  | 280  | 287  | 234  | 224  | 241  | 184  | 213  | 268  | 264  | 345  | 424  |

## Sehenswürdigkeiten
- Kapelle des hl. Antonius und der Jungfrau Maria auf dem Dorfplatz in Dubičné, errichtet 1834
- Gedenkstein für die Gefallenen des Ersten Weltkrieges auf dem Dorfplatz in Dubičné, enthüllt 1922
- Kapelle der Jungfrau Maria, des hl. Antonius und des hl. Wenzel in Malé Dubičné, errichtet 1927–1928
- 2 historische Marksteine von 1669 an der Grenze der Herrschaft Wittingau, sie sind mit dem Buchstaben W (Wittingau) und IAGZS als Initialen des Grundherren Johann Adolf Graf zu Schwarzenberg gekennzeichnet
- Dlouhý vrch, der volkstümlich Dubičák genannte Hausberg der Gemeinde bietet einen weiten Rundblick über das Budweiser Becken. Am Westhang befindet sich ein 300 m langer Abfahrtshang mit Skilift sowie ein Startplatz für Paragliding.
- Reste des Kunstgrabens (Společné stoky) im Wald Děkan in Richtung Hlincová Hora und im Wald Prantlák in Richtung des Friedhofs von Dobrá Voda